# Complexe de lancement 34
Le complexe de lancement 34 (en anglais : Cape Canaveral Space Launch Complex 34), dit LC-34, est une aire de lancement située à la base de lancement de Cap Canaveral, en Floride, aux États-Unis.
Le LC-34 et le LC-37 (en) proche ont été utilisés par la National Aeronautics and Space Administration (NASA) de 1961 à 1968 pour le lancement des lanceurs Saturn I et Saturn IB dans le cadre du programme Apollo.
Le LC-34 est le site de l'incendie d'Apollo 1 dans lequel sont morts les astronautes Virgil Grissom, Edward White et Roger B. Chaffee le 27 janvier 1967.

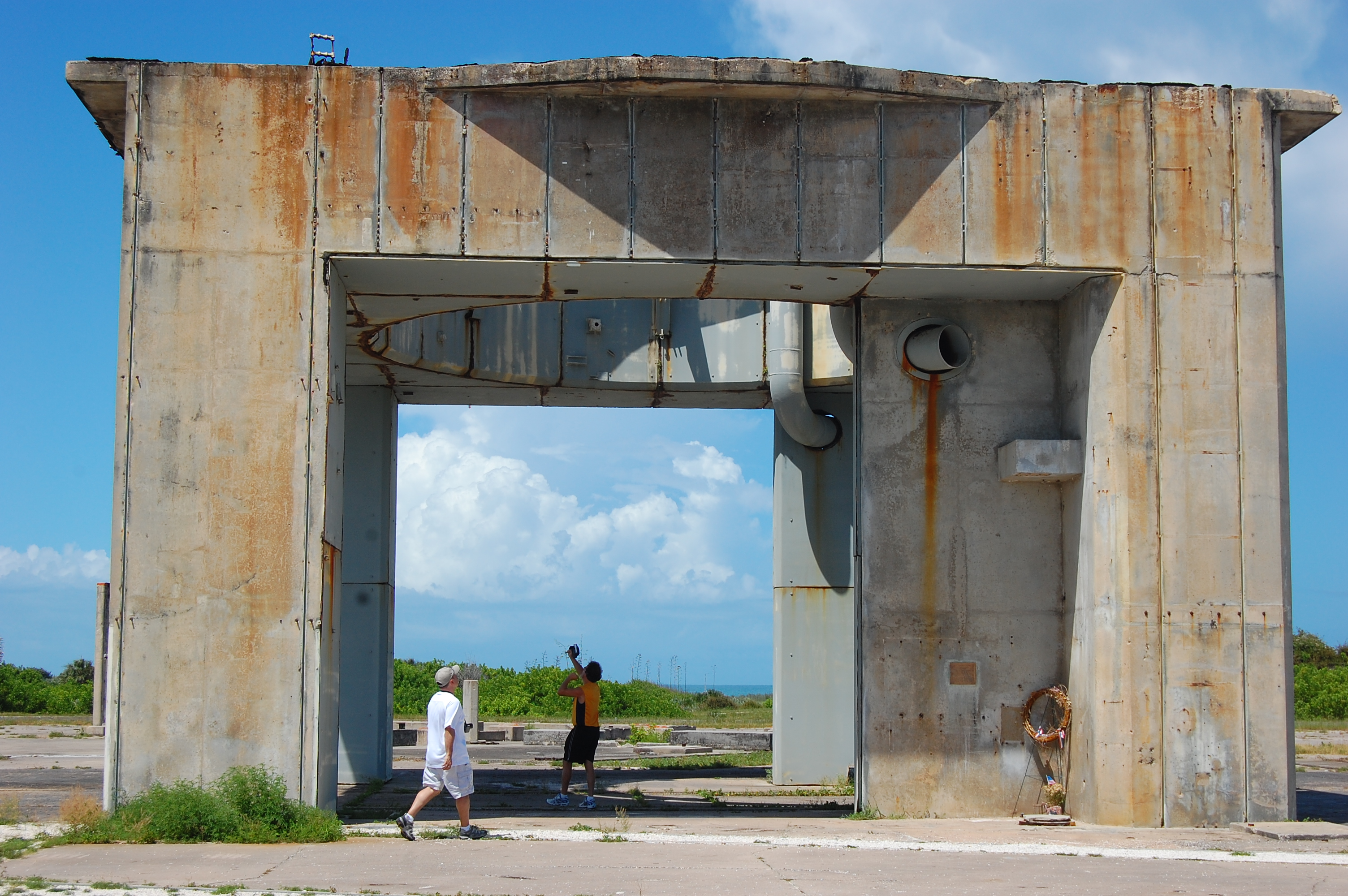
Le complexe de lancement LC-34 en 2010.
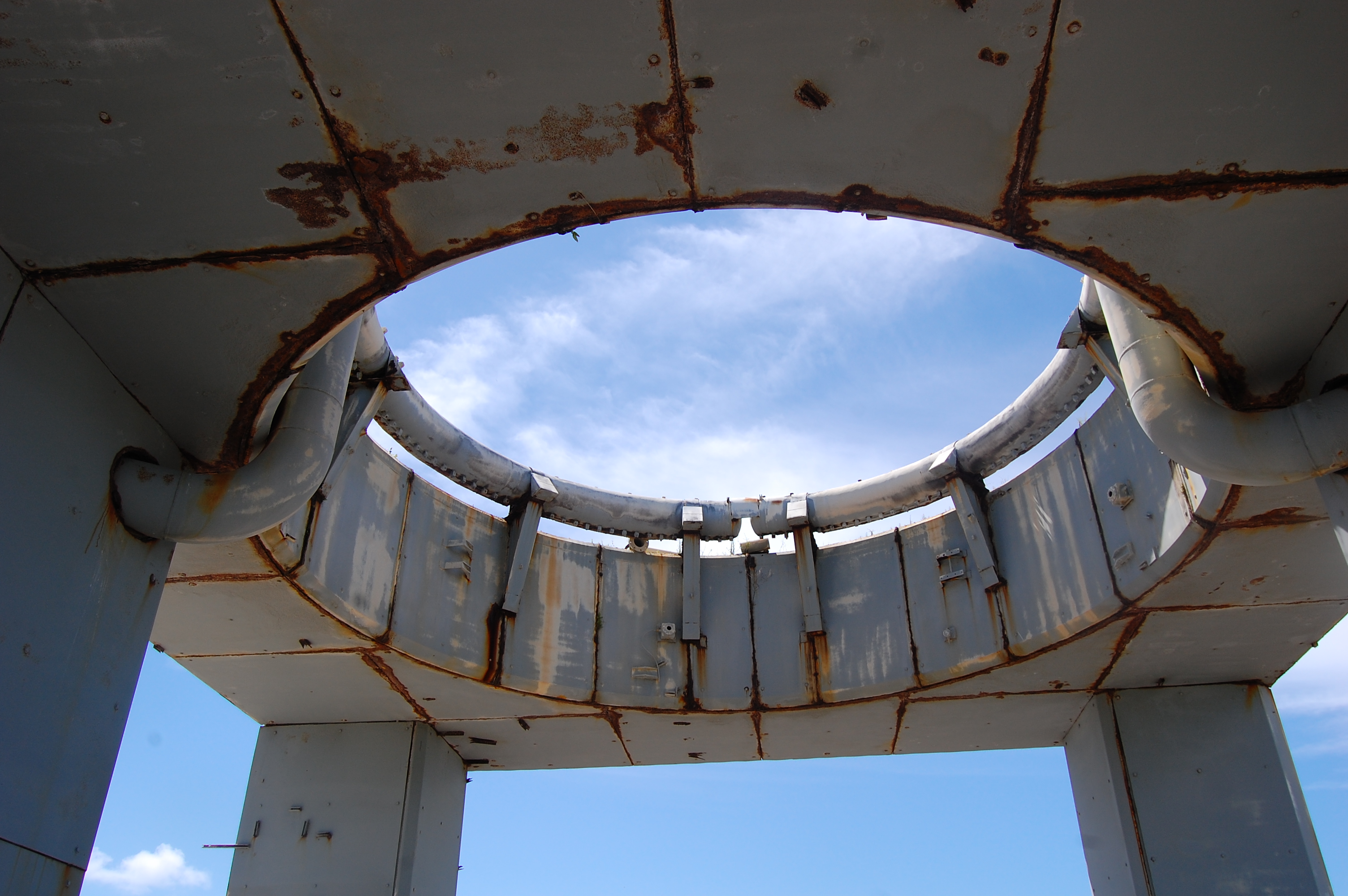
Le complexe de lancement LC-34 en 2010.
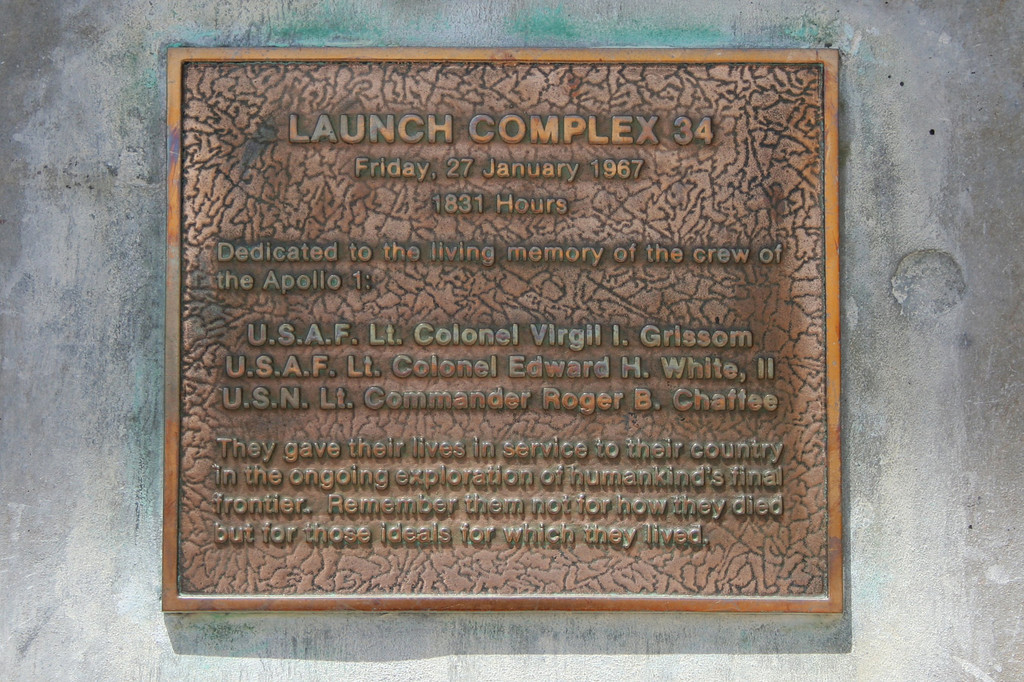
La plaque commémorative sur le LC-34.
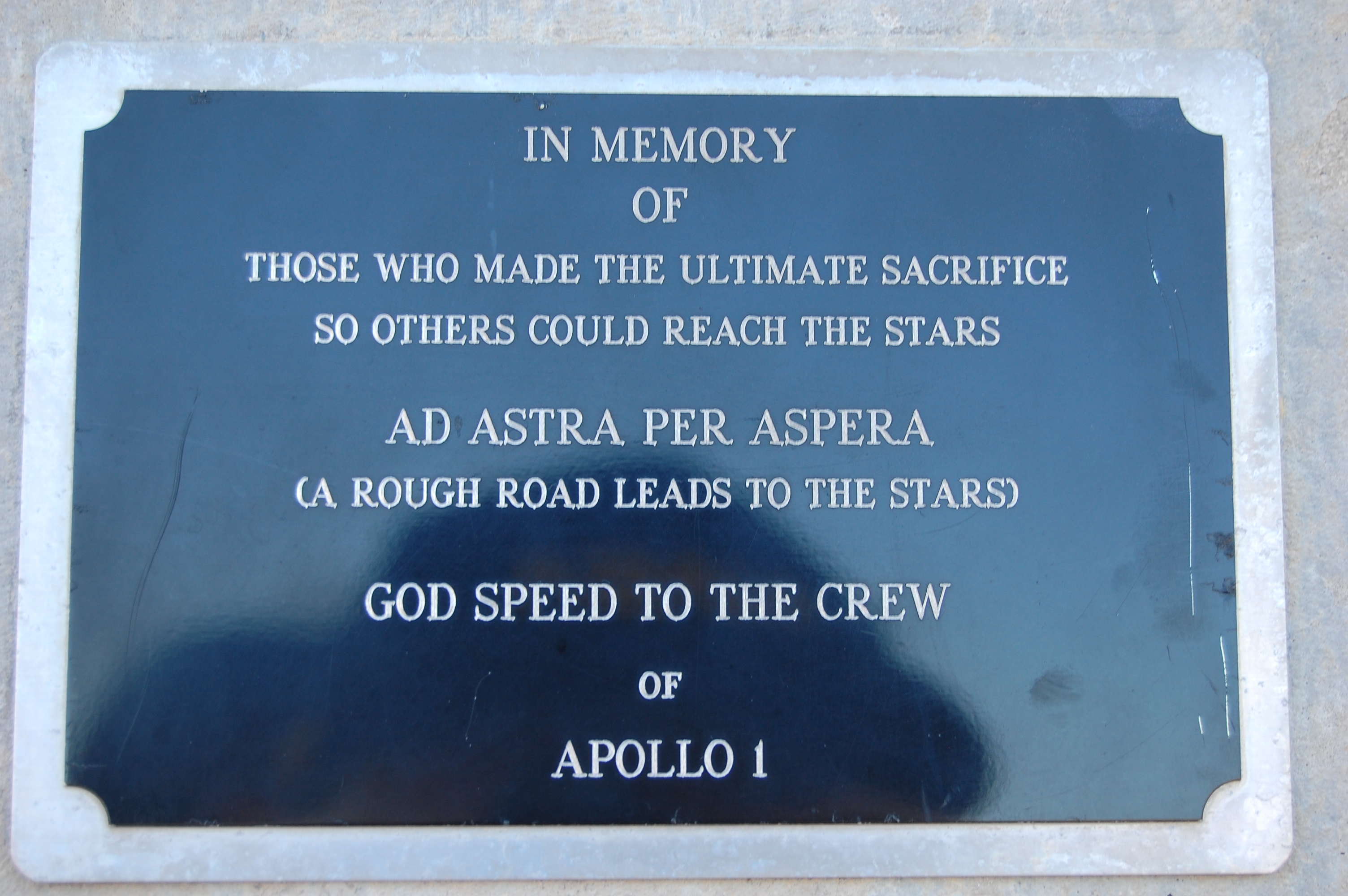
Une autre plaque commémorative sur le LC-34.